# West Seneca (condado de Erie)
West Seneca es un lugar designado por el censo ubicado en el condado de Erie en el estado norteamericano de Nueva York. En el año 2000 tenía una población de 45,943 habitantes y una densidad poblacional de 829.6 personas por km².

## Geografía
West Seneca se encuentra ubicado en las coordenadas 42°50′21″N 78°45′39″O / 42.83917, -78.76083.

## Demografía
Según la Oficina del Censo en 2000 los ingresos medios por hogar en la localidad eran de $46,264, y los ingresos medios por familia eran $54,164. Los hombres tenían unos ingresos medios de $39,003 frente a los $26,846 para las mujeres. La renta per cápita para la localidad era de $20,529. Alrededor del 4.6% de la población estaban por debajo del umbral de pobreza.